# Rio Arinos
Der Rio Arinos (portugiesisch rio Arinos [ˌχiu aˈɾinuz]) ist ein rechter Zufluss des Rio Juruena in Mato Grosso in Brasilien.

## Flusslauf
Der Arinos entspringt östlich von Diamantino in der Serra Azul. Von dort durchfließt er den Bundesstaat Mato Grosso in nordwestlicher Richtung, bis er in den Rio Juruena mündet. Zu seinen wichtigsten Nebenflüssen gehören im Oberlauf der Agua Verde (links), der Parecis (links), der Rio dos Patos (rechts), und der Rio Petro, der Sumidor im Mittellauf sowie der Rio dos Peixes (rechts) im Unterlauf. Im Mittel- und Unterlauf fließt zwischen den teilweise zu ihm parallel verlaufenden Bergketten Serra dos Caiabis und Serra do Tombador hindurch. Sowohl im Oberlauf als auch im Unterlauf existieren eine Vielzahl von Stromschnellen.
Der erste Europäer, der den Arinos entdeckte und befuhr, war Joam de Souza e Azevedo.